# Kleniew
Kleniew – wieś w Polsce położona w województwie mazowieckim, w powiecie gostynińskim, w gminie Gostynin.
| SIMC    | Nazwa             | Rodzaj    |
| ------- | ----------------- | --------- |
| 0564464 | Budy Leśniewickie | część wsi |

Po I wojnie światowej dziedzic z Sierakówka Wodzyński sprzedaje część swojej ziemi – folwark Kleniew, który przylega do Leśniewic. Ziemię od Wodzyńskiego kupuje Julian Czapiewski syn Romana Czapiewskiego (Herbu Jastrzębiec).
Okupanci niemieccy wysiedlają w 1940 roku mieszkańców Leśniewic i Kleniewa. Po wojnie następuje powrót prawowitych właścicieli.
W latach 1975–1998 miejscowość administracyjnie należała do województwa płockiego.